# سبيدو
سبيدو هي شركة مختصة في صنع الملابس والإكسسوارات الخاصة بالسباحة. أسس الأسترالي ماكراي ألكسندر الشركة تحت اسم «مصنع ماكراي للجوارب» وكانت تقع في شاطئ بوندي في الضاحية الشرقية لمدينة سيدني بأستراليا. واليوم يقع مقر الشركة الرئيسي في نوتنغهام في بريطانيا، ومملوكة من قبل مجموعة بنتلاند التي مقرها في لندن. تعد الشركة حاليا أكبر علامة تجارية لبيع ملابس السباحة في العالم، وتقوم بتصنيع منتجات للسباحة الترفيهية والتنافسية (السباحة في البطولات والمهرجانات الرياضية).

## منتجات الشركة
تقوم الشركة بتصنيع ملابس السباحة التقليدية وإيضا ملابس السباحة التنافسية للرياضيين حول العالم، وتواصل الشركة أيضا تصنيعها لملابس السباحة الترفيهية مثل النظارات وقبعات السباحة والمناشف والملابس الرياضية الأخرى والساعات والصنادل، وكرة الشاطئ والكرة الطائرة ومعدات الإنقاذ من الغرق ولوازم التدريب للسباحة التنافسية والترفيهية.

## وصلات خارجية
- الموقع الرسمي